# Halysidota meridionalis
Halysidota meridionalis är en fjärilsart som beskrevs av Rothschild 1909. Halysidota meridionalis ingår i släktet Halysidota och familjen björnspinnare. Inga underarter finns listade i Catalogue of Life.